# 鞠抗捷
鞠抗捷（1909年—1991年），男，中华人民共和国政治人物，曾任国家计量局局长，第六届全国政协委员。